# Alor Setar
Alor Setar je hlavní město malajsijského státu Kedah ležící na západním pobřeží Malajsijského poloostrova. Po městě Sungai Petani je druhým nejlidnatějším městem ve státě Kedah, když zde v roce 2020 žilo přibližně 418 tisíc obyvatel. Ve městě se nachází třetí nejvyšší budova v zemi zvaná Alor Setar Tower. Město leží relativně blízko hranice s Thajskem, díky čemuž je důležitým dopravním uzlem v regionu, a to zejména při přepravě zboží právě mezi Malajsií a Thajskem. Nachází se na samotném okraji Malackého průlivu. 
Město se nachází asi 430 kilometrů od Kuala Lumpuru, hlavního města země, a 79 kilometrů severně od malajsijského města George Town. Město bylo založeno v roce 1785, tehdy ještě pod názvem Kota Setar. Významným centrem bylo již za Britského Malajska, v roce 1915 zde vznikla první železnice a v roce 1929 také první letiště. Z města pocházejí malajsijští premiéři Tunku Abdul Rahman a Mahathir Mohamad. V letech 2003 až 2009 neslo město název Alor Star. Asi 22 % obyvatel města tvoří malajsijští Číňané a 2 % obyvatel tvoří malajsijští Indové (zejména Tamilové). Hojně užívanými jazyky ve městě jsou malajština a angličtina a také celá řada různých dialektů těchto jazyků, místní čínská menšina navíc hovoří také čínsky nebo kantonsky, indická menšina zase typicky tamilsky. Většina obyvatel města vyznává islám, je zde ale také početná buddhistická menšina. Panuje zde tropické monzunové podnebí. 